# La reina de Franklin
La reina de Franklin es una telenovela chilena de comedia dramática escrita por Carlos Galofré, con Matías Ovalle y Pablo Ávila como productores ejecutivos. Se estrenó por Canal 13 el 19 de noviembre de 2018, y concluyó el 2 de mayo de 2019. La historia sigue a una próspera empresaria de barrio, que desprende mucha unión entre sus empleados, cuya estabilidad se ve irrumpida por una amenaza inmobiliaria liderada a cargo de su exsuegra.
Protagonizada por Javiera Contador en el personaje titular. Con Claudia Di Girolamo en el rol antagónico principal,y cuenta con Francisco Pérez Bannen y Daniel Alcaíno en roles masculinos centrales.

## Sinopsis
Yolanda Garrido (Javiera Contador) y Franklin Ulloa (Francisco Pérez Bannen), de diferentes clases sociales, viven un amor prohibido que es destruido por la intervención de la familia de Frank. Creyendo que se traicionaron mutuamente, ambos toman caminos separados, con una Yolanda, empobrecida y humillada, promete triunfar. Veinticinco años después, Yolanda se ha convertido en la "Reina de Franklin", una empresaria influyente, pero su reinado se ve amenazado por el regreso de Julia Tocornal (Claudia Di Girolamo), madre de Frank, quien planea recuperar el control y prestigio familiar. La mujer orquesta un plan para despojar a Yolanda de su bodegón más preciado, construyendo la imponente Tocornal Tower en su lugar. La rivalidad entre Yolanda y Julia desencadena una feroz guerra por el control del barrio, mientras que el regreso de Frank reaviva viejas pasiones y tensiones, llevando a ambos a confrontar su amor y su pasado.

## Reparto
Una lista completa del reparto confirmado se publicó a través de Canal 13 (Chile) el 18 de octubre de 2018.

### Principales
- Javiera Contador como Yolanda Garrido[12]
- Claudia Di Girolamo como Julia Tocornal[13]
- Francisco Pérez Bannen como Franklin Ulloa[14]
- Mónica Godoy como Camila Ossa[15]
- Daniel Alcaíno como Arturo Marabolí[16]
- Catalina Guerra como Magnolia Jorquera
- Nicolás Poblete como Eduardo Marabolí
- Susana Hidalgo como Diana Poblete
- Felipe Contreras como Bruno Silva
- Carolina Arredondo como Conchita Canales[17]
- Nicolás Brown como Joel Valderrama
- Catalina Castelblanco como Estefanía Poblete[18]
- Francisco Dañobeitía como Cristóbal Ulloa
- Belén Soto como Valentina Ulloa[19]
- Ariel Mateluna como Alberto Tobar
- Vivianne Dietz como Lourdes Rojas
- Jaime Omeñaca como Eusebio Rojas
- Josefina Velasco como Berta Fernández
- María Elena Duvauchelle como Violeta Palacios
- Rafael de la Reguera como David Rojas
- Josefina Nast como Grace Poblete
- Alto Yoyo como Fosforito Delgado[20]
- Steevens Benjamin como Cedric Richards

### Recurrentes e invitados especiales
- Malucha Pinto como Victoria Hidalgo[21]
- Sergio Hernández Albrecht como Elías Garrido[22]
- Teresa Münchmeyer como Teresa Herrera[23]
- Gustavo Becerra como cabo Becerra
- Kurt Carrera como capitán Morales.
- Luis Wigdorsky como Patricio
- Alfredo Sagredo como Rolando
- Mauricio Diocares como Flavio
- Edison Díaz como Enzo
- Víctor Montero como doctor Lara
- Ramón Llao como doctor Valencia
- Iván Álvarez de Araya como Rodrigo

## Producción
Con el anuncio inicial del desarrollo de la producción, se confirmó que e Claudia Di Girolamo y Javiera Contador protagonizarían la telenovela. El anuncio del retorno de Di Girolamo a Canal 13 generó interés en la prensa de espectáculos tras 28 años de protagonizar ¿Te conté? (1990). El 9 de agosto, se anunció la contratación de Mónica Godoy, quien se unirá al reparto principal. Posteriormente, el 14 de agosto, se oficializó la incorporación de los jóvenes actores Belén Soto, Catalina Castelblanco y Francisco Dañobeitía al elenco. El 19 de agosto, se hizo público que Daniel Alcaíno también se había unido al reparto. En los días siguientes se confirmó parte del reparto.
La telenovela se filmó principalmente en Barrio Franklin y en los estudios de AGTV. El rodaje se inició el 6 de septiembre de 2018 y se extendió durante varios meses.

#### Equipo
- Productor ejecutivo: Matías Ovalle, Pablo Ávila
- Guion: Carlos Galofré
- Director general: Diego Rougier
- Productor general: Caco Muñoz, Cecilia Aguirre
- Director: Alejandro Lagos
- Productor: Jorge Singh
- Editor: Cristóbal Díaz

## Recepción
| Horario               | # Eps. | Estreno                 | Estreno         | Final             | Final           | Posición  | Temporada | Promedio Final |
| Horario               | # Eps. | Data                    | Primer capítulo | Data              | Último capítulo | Audiencia | Temporada | Promedio Final |
| --------------------- | ------ | ----------------------- | --------------- | ----------------- | --------------- | --------- | --------- | -------------- |
| lunes a viernes 20:00 | 97     | 19 de noviembre de 2018 | 7,2             | 2 de mayo de 2019 | 6,4             | 3         | 2018-2019 | 5,4            |